# Dendrocalamus sinuatus
Dendrocalamus sinuatus là một loài thực vật có hoa trong họ Hòa thảo. Loài này được (Gamble) Holttum mô tả khoa học đầu tiên năm 1947.